# Ministère chargé des Investissements et du Partenariat public-privé
Le ministère chargé des investissements et du partenariat public-privé est un ministère guinéen dont le dernier ministre est Gabriel Curtis.

## Historique
Le ministère est supprimé après le 5 septembre dans le prochain gouvernement de Mohamed Béavogui.

## Titulaires depuis 2010
| Nom | Nom            | Dates du mandat | Dates du mandat  | Gouvernement(s) |
| --- | -------------- | --------------- | ---------------- | --------------- |
|     | Gabriel Curtis | 26 juin 2018    | 5 septembre 2021 | Kassory I et II |